# فرودگاه باوندری بی
فرودگاه باوندری بی (به انگلیسی: Boundary Bay Airport) یک فرودگاه همگانی باربری با کد یاتا YDT است که یک باند فرود آسفالت دارد و طول باند آن ۱۷۰۹ متر است. این فرودگاه در کشور کانادا قرار دارد و در ارتفاع ۲ متری از سطح دریا واقع شده‌است.

## شرکت‌های هواپیمایی و مقصدهای پروازی

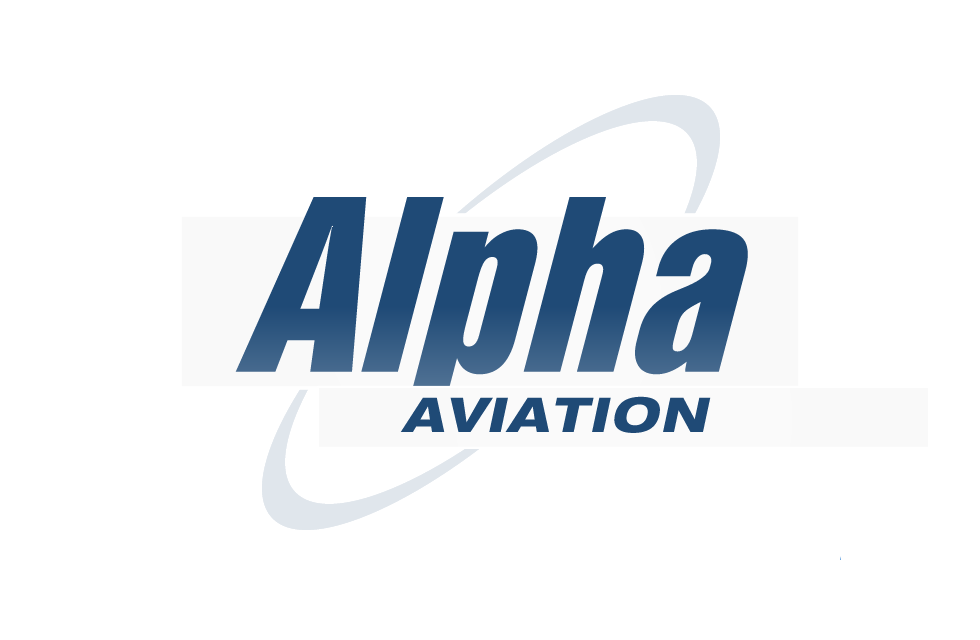
Alpha Aviation Logo

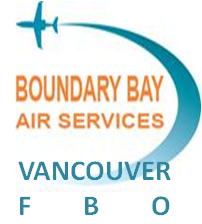
Boundary Bay Air Services Logo

| شرکت‌های هواپیمایی | مقصدهای پروازی                                 |
| ----------------- | ---------------------------------------------- |
| آیلند اکسپرس ایر  | ابوتسفورد، نانایمو، ویکتوریا                   |
| Nautilus Air      | چارتر: Any 3000 ft runway within 3 hours range |